# Агадіч
Агадіч (рум. Agadici) — село у повіті Караш-Северін в Румунії. Адміністративно підпорядковане місту Оравіца.
Село розташоване на відстані 355 км на захід від Бухареста, 26 км на південний захід від Решиці, 81 км на південний схід від Тімішоари.

## Населення
За даними перепису населення 2002 року у селі проживали 259 осіб, з них 257 осіб (99,2%) румунів. Рідною мовою 257 осіб (99,2%) назвали румунську.